# Melissoptila aliceae
Melissoptila aliceae là một loài Hymenoptera trong họ Apidae. Loài này được Urban mô tả khoa học năm 1998.